# Patrice Désilets
Patrice Désilets (Saint-Jean-sur-Richelieu, 9 maggio 1974) è un autore di videogiochi canadese noto per aver creato la serie Assassin's Creed.
È stato il direttore creativo dei tre dei titoli della serie più acclamati dalla critica: Assassin's Creed, Assassin's Creed II e Assassin's Creed: Brotherhood. È anche noto per essere il regista di Prince of Persia: Le sabbie del tempo di Ubisoft. Nel 2014 ha fondato lo studio indipendente Panache Digital Games a Montreal, dove ha lavorato al gioco Ancestors: The Humankind Odyssey.

## Biografia
Patrice Désilets è nato nel 1974 a Saint-Jean-sur-Richelieu, nel Quebec. Nel 1996 si è laurea negli studi cinematografici e letterari all'Università di Montreal. Viene assunto da Ubisoft nel 1997, e lavora ai titoli  Hype: The Time Quest, Paperino: Operazione Papero, Prince of Persia: Le sabbie del tempo, Tom Clancy's Rainbow Six 3: Raven Shield, Assassin's Creed, Assassin's Creed II e Assassin's Creed: Brotherhood.

### Staccamento da Ubisoft
Désilets lascia Ubisoft nel giugno 2010, alla ricerca di una maggiore indipendenza creativa. Dopo un anno di distanza dall'industria dei giochi, Patrice Désilets fa il suo ritorno unendosi a THQ come direttore creativo nel loro nuovo studio con sede a Montreal. Qui lavora per due anni a un nuovo progetto intitolato 1666 Amsterdam, dove guida un team di circa cinquanta persone.
THQ dichiara fallimento nel dicembre 2012 e, nel gennaio 2013, THQ Montreal viene venduta a Ubisoft in un'asta. Désilets è stato successivamente licenziato da Ubisoft il 7 maggio 2013.

### Panache Digital Games
Il 14 dicembre 2014, Patrice Désilets con il suo team lancia un nuovo studio di sviluppo a Montreal, il Panache Digital Games ,. Nel 2019 pubblicano il loro primo progetto: Ancestors: The Humankind Odyssey .

## Giochi accreditati
- 1666: Amsterdam (annullato in seguito all'acquisto da parte di Ubisoft di THQ Montreal)
- Ancestors: The Humankind Odyssey (2019)
- Assassin's Creed: Brotherhood (2010)
- Assassin's Creed II (2009)
- Assassin's Creed (Director's Cut Edition) (2008)
- Assassin's Creed (2007)
- Prince of Persia: Special Edition (2003)
- Prince of Persia: The Sands of Time (2003)
- Donald Duck: Goin 'Quackers (2000)
- Hype: The Time Quest (1999)